# Megatrioza palmicola
Megatrioza palmicola är en insektsart som först beskrevs av Crawford 1918.  Megatrioza palmicola ingår i släktet Megatrioza och familjen spetsbladloppor. Inga underarter finns listade i Catalogue of Life.